# Mazda R360
La R360 è stata la prima vera autovettura (anche se è considerata una vettura Keicar) prodotta dalla casa automobilistica giapponese Mazda.

## Il contesto
La R360 era una coupé avente una configurazione due porte e due posti. Venne presentata nel 1960 e proposta ad un prezzo di ¥ 300.000 dell'epoca. Aveva un interasse di 1.753 cm ed il peso era di 380 kg. Era dotata di un motore bicilindrico a V posteriore raffreddato ad aria di 356 cm³ di cilindrata. La potenza era di 16 hp (12 kW). La vettura era in grado di raggiungere la velocità massima di 84 km/h e la trasmissione era del tipo manuale a quattro marce o a due marce se automatica. Le sospensioni anteriori e posteriori erano del tipo a barre di torsione.
A pochi anni dalla presentazione della R360 la Mazda aveva conquistato gran parte del mercato delle keicar in Giappone. Nel 1962 venne presentato il modello P360 Carol, una vettura con posti 2+2 che nel 1964 verrà proposta anche con carrozzeria decappottabile.
La produzione della R360 si concluderà dopo 6 anni.

## B360 pick-up
Il B360 era un veicolo commerciale con carrozzeria pick-up basato su componenti della R360 coupé. Utilizzava lo stesso motore da 356 cm³ ma sistemato nella parte anteriore del mezzo. La trazione era sempre posteriore. Le sospensioni erano, come su molti pick-up, con assale rigido posteriore e balestre. Nel 1964 il motore verrà sostituito con quello della Carol, un quattro cilindri in linea dalla cilindrata di 358 cm³.
Nel 1967 il mezzo verrà sostituito dall'E360
Ne fu prodotta una versione destinata all'esportazione, il B600, che utilizzava una versione del bicilindrico a V con cilindrata portata a 577 cm³.